# 郭慶
郭慶（1921年10月20日—1952年4月1日），雲林崙背人，曾任貓兒干國民學校（今雲林縣崙背鄉豐榮國小）校長。自臺南師範學院畢業後長期擔任教職，郭慶時常在開會場合公開批評時政，在1948年加入共黨組織，1951年5月20日早晨被捕，1952年4月1日遭槍決於台北，得年31歲。

## 生平
郭慶自幼家境貧苦，八歲時父親離世，與母親及四個兄弟姊妹相依為命。小學畢業後曾在書店當學徒，後獲得農會獎學金才能前往臺南師範學院（今台南大學）就讀，畢業後被分發到竹山國民學校任教。郭慶曾在自傳提到，就讀師範學校時，感受到日本執政當局的差別待遇，因而激起反抗意識。
在二戰結束後，前往台北任教，同時間趁著下班後在延平學院夜間部進修，延平學院在二二八事件後停止辦學，郭慶原本想半工半讀的計畫泡湯，加上兄長生病，於是郭慶又回到家鄉任教。在台北任教期間，一次拜訪雲林同鄉，因西螺鎮長廖萬來一行人至台北洽公，因而遇到曾縣議員廖清纏。返回雲林後，郭慶常到廖清纏家裏討論社會問題，也因而認識了鍾心寬。
1945年，二崙永定國小有一名來自廈門的教師林五地前來任教，林五地實際上是中共派遣來台發展組織的地下黨，由於林五地使用廈門話就是台語，很快的就與永定國小的台籍教師廖坤林、陳天枝等打成一片，並透過這些老師認識了二崙鄉公所總幹事鍾心寬。面對當下的政治社會問題，由於高失業率與通膨嚴重，林五地透過不斷的私下談話、提供書籍，最後打動眾人組成了一個以讀書會、討論為主的地下組織。1947年，林五地因領導人被捕，上級組織瓦解而潛逃回大陸，將組織交給張志忠、李媽兜領導，雲林地區的地下工作於此開始活躍起來。
1948年12月，郭慶經鍾心寬介紹參加組織，與廖學信同一小組，投身加入雲林地下黨，利用國民黨的三七五減租政策，推動業佃談判，並在崙背、莿桐一帶進行共產黨組織的發展。首先領導「雲林莿桐鄉小組」，後改編為「雲林莿桐鄉支部」，隸屬於「中共台灣省工作委員會虎尾、斗六地區工作委員會」。
1949年9月郭慶擔任貓兒干國民學校校長。郭慶擔任校長期間，除了在公開場合批評政府，像是郭慶就曾抨擊外省籍教師不適任卻佔用職缺或是政府機關的貪污現象。此外，郭慶也曾鼓勵擔任工友的林左思，重新上學讀書。
1951年，廖學信被捕後，和盤供出組織關係，導致5月20日早晨郭慶被捕，執政當局以「從事宣傳匪黨主義、調查社會動態暨利用三七五減租辦法，歪曲事實，向農民宣傳攻擊政府」為由判處死刑。
1952年4月1日，郭慶發交憲兵第八團執行槍決，離開監所鐵門時唱著軍歌「海行兮」，結束了31歲的人生。郭慶遺孀則帶著子女改嫁警察。同案件的鍾心寬1954年因另案判處死刑，廖學信則於1952年自新，無罪釋放。

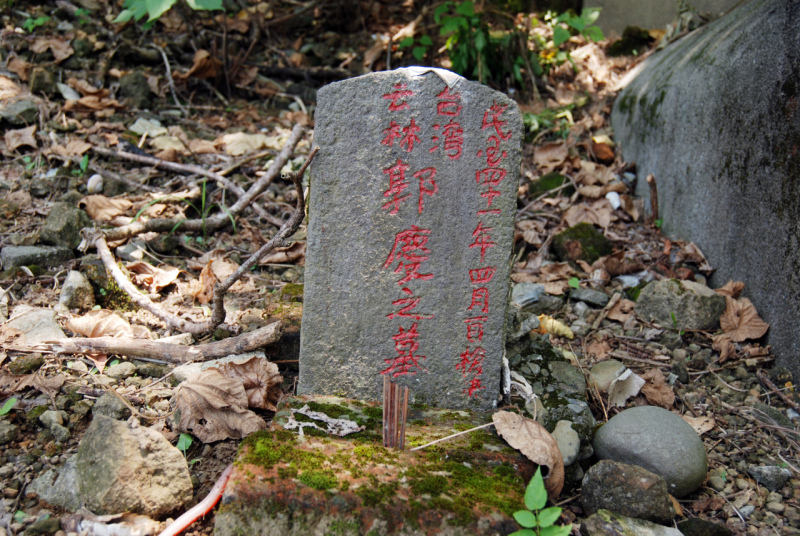
1952年被槍決後，郭慶被葬於台北六張犁

1993年，其女郭素貞在六張犁亂葬岡的草叢中，找到了郭慶的墓碑。

## 家庭背景
案發前，郭慶與妻子廖玉霞同在貓兒干國民學校擔任教職，並育有一兒一女。

## 軼事
郭慶入獄期間，涉及同案的程日華被提出放封，經過牢房時，郭慶從嘴裡悄悄吐出一張空白的紙片，以此表達郭慶完全無供出任何事情。

## 紀念
2013年10月，北京西山國家森林公園的無名英雄廣場上立有無名英雄紀念碑，為紀念1950年代在台灣被處決「隱避戰線烈士」而設立，郭慶銘刻於紀念碑上。
2013年12月10日，新店國家人權博物館籌備處紀念白色恐怖時期受難者，策展「遲來的愛 - 白色恐怖時期政治受難者遺書特展」，展出郭慶等白色恐怖受難者遺書。

## 平反
2018年12月7日，促進轉型正義委員會促轉三字第1075300145A號函文，公告受難者黃藻儒君等1505人應予平復司法不法之刑事有罪判決暨其刑，其中(41)安潔字第 218 號，有關郭慶共同意圖顛覆政府而著手實行之有罪判決暨其刑之宣告正式撤銷。